# The Drew Barrymore Show
The Drew Barrymore Show (souvent abrégé en Drew) est une émission de télévision américaine, de type  talk-show, créée et présentée par l'actrice et productrice Drew Barrymore et diffusée en syndication depuis le 14 septembre 2020,,,.

## Concept
Le programme présente un large éventail d'histoires d'intérêt humain , d'invités célèbres, de segments sur le style de vie et d'articles sur le terrain,,,.

## Production
Barrymore a tourné un pilote pour l'émission à New York en août 2019, dans le but d'un lancement à l'automne 2020. Barrymore avait déjà conclu un accord de talk-show avec la branche de Warner Bros., Telepictures en 2016, mais un projet pilote n'a jamais abouti, en partie à cause d'une réponse tiède de la part des groupes de stations potentiels à l'époque.
Barrymore a lancé plusieurs séries sur média numérique  avant ses débuts à l'antenne, qui comprenaient The Making of the Drew Barrymore Show et des conversations avec des animateurs de talk-shows qui l'ont inspirée dans The Art of the Interview. Cette série particulière comprenait les conversations de Barrymore avec Gayle King, Andy Cohen, Jimmy Fallon, Whoopi Goldberg et Sean Evans.
Barrymore a également lancé Drew's Movie Nite, dans lequel elle invitait les fans à la rejoindre dans une soirée de visionnement en direct sur Twitter. La série a débuté le 30 juillet 2020 avec la diffusion du film de Nickelodeon Good Burger de 1997 avec une interview des stars du film, Kel Mitchell et Kenan Thompson.
La prochaine édition de Drew's Movie Nite était la diffusion Nickelodeon du film Nickelodeon Bob l'éponge, le film : Un héros sort de l'eau (2015) le 3 septembre 2020. Cette fois, Barrymore a interviewé la voix de Bob l'éponge, Tom Kenny et la voix de Patrick l'étoile de mer, Bill Fagerbakke. La troisième édition de Drew's Movie Nite, diffusée cette fois sur CBS le 25 octobre 2020, était sur le film de 1996 Scream avec Barrymore. Drew's Movie Nite est revenu le 5 septembre 2021, avec la diffusion sur CBS de Rock Academy.
L'émission est lancée à l'automne 2020 lors de la pandémie de COVID-19 aux États-Unis. Le lancement a eu lieu avec une petite équipe au CBS Broadcast Center dans le quartier de Midtown à Manhattan, avec des règles et précautions liées à la pandémie. Au lieu d'un public en personne, les membres d'une foule virtuelle seraient télétransmis via une plate-forme appelée Audience From Anywhere et projetés sur un grand écran derrière Barrymore. Pendant ce temps, les invités qui vivent sur la côte ouest ont la possibilité d'apparaître sur un écran vert et de s'asseoir en face de l'hôte,,.
Barrymore s'est également battu avec acharnement pour que l'émission soit produite en direct, à 9 heures du matin, heure de l'Est des États-Unis. Selon Barrymore, elle a pensé qu'il serait approprié de faire cela là où elle pourrait parler du moment présent plutôt que de risquer d'être ancien d'un jour ou deux. Barrymore a ajouté que le type d’énergie lors de la sortie de la série pourrait être totalement indépendant. Barrymore s'est également opposé à la réalisation d'une émission à domicile au milieu de la pandémie.
En décembre 2020, l'émission a nommé Eitan Bernath comme principal contributeur culinaire,.
L'émission a été renouvelée pour une deuxième saison le 17 mars 2021. L'émission a également annoncé qu'à sa deuxième saison, elle serait produite avec un public présent à pleine capacité au CBS Broadcast Center à New York,.
CBS Media Ventures a annoncé le 1er avril 2022 que la série avait été renouvelée pour une troisième saison. À partir de la saison 2022-2023, l'émission a été reformatée en deux segments d'une demi-heure qui pouvaient être diffusés de manière contiguë ou séparée. Avec le nouveau format, certaines stations appartenant à CBS diffusent le premier segment de Drew en guise d'introduction à de nouveaux journaux télévisés locaux d'une demi-heure à 9h00, la seconde moitié de Drew étant diffusée plus tard dans la journée et/ou sur leur station en duopole. Le 17 janvier 2023, la série a été renouvelée pour une quatrième saison.
Le 11 septembre 2023, la série a repris les épisodes sans écrivains, mais en raison de la grève de la Writers Guild of America, des membres de la guilde des scénaristes sont venus manifester devant les lieux de tournage, qui ont vu en Barrymore une briseuse de grève. Deux membres du public ont été refoulés pour avoir porté des épinglettes WGA. Le 17 septembre, Drew Barrymore annonce sur sur son compte Instagram qu'elle mettait en pause de l'émission jusqu'à la fin de la grève en raison des réactions négatives, écrivant « J'ai écouté tout le monde et je fais la décision de suspendre la première de la série jusqu'à la fin de la grève » et ajoutant « Je n'ai pas de mots pour exprimer mes plus sincères excuses à tous ceux que j'ai blessés et, bien sûr, à notre incroyable équipe qui travaille sur la série et qui a fait c'est ce que c'est aujourd'hui »,,. La quatrième saison commencera sa diffusion le 16 octobre 2023, trois semaines après la fin de la grève.
Le 11 janvier 2024, l'émission est renouvelée pour une cinquième saison,. Le 22 août 2024, Wendy McMahon, présidente et directrice générale de CBS News and Stations et CBS Media Ventures annonce le renouvellement du talk show pour une sixième saison,.

## Diffusion
| Saison | Nombre d'épisodes | Dates de diffusion                    |
| ------ | ----------------- | ------------------------------------- |
| 1      | 172               | du 14 septembre 2020 au 28 mai 2021   |
| 2      | 130               | du 13 septembre 2021 au 22 avril 2022 |
| 3      | 158               | du 12 septembre 2022 au 11 mai 2023   |
| 4      | 158               | du 16 octobre 2023 au 21 juin 2024    |
| 5      | NC                | à partir du 9 septembre 2024          |

## Réception et audiences

### Accueil critique
Le premier épisode du 14 septembre 2020 a été « de véritables montagnes russes émotionnelles » selon Rich Juzwiak de Jezebel. Il a ajouté que « l'enthousiasme était énorme, la véracité était discutable, la performance était distrayante. Elle a changé de vitesse dans le paragraphe suivant de son monologue pour se réintroduire, nous rappeler qu'elle est exactement celle que nous pensons qu'elle est et suggère qu'elle est tellement plus. Avec le visage passionné d'une célébrité collectant des fonds lors d'un téléthon, Barrymore a déclaré avec insistance : "Je suis aussi quelqu'un qui apprend tout le temps, et je suis tellement excité de découvrir cette chose qu'on appelle la vie avec toi !" Attends, c'est ce qu'on fait ici ? ». Juzwiak a également déclaré que Barrymore a été une boule d'énergie ininterrompue, ce qui peut être épuisant et attachant.
Dans une critique de la première saison, Daniel D'Addario de Variety a déclaré que Barrymore avait été gênée au cours de sa première semaine par sa dépendance à l'égard d'amis célèbres, affirmant que « le spectacle de Barrymore est carrément dans sa zone de confort, ... mais— s'exprimant en tant que fan de Barrymore qui était ravie de la voir en conversation, il y a un potentiel encore inexploité pour elle de creuser plus profondément, de nous montrer davantage ce qu'elle croit vraiment ou ce qu'elle trouve important ».
Dans une autre revue de la première saison, William Hughes de The A.V. Club a déclaré qu'il y avait deux points à retenir du Drew Barrymore Show après une semaine : « Drew Barrymore a définitivement beaucoup d'amis cool et célèbres, et Drew Barrymore joue parfois d'une manière qui est extrêmement étrange lorsqu'on lui demande de parler seule devant une caméra. La combinaison a formé l'une des séries télévisées les plus hypnotiques et authentiquement étranges sur lesquelles Internet a eu la chance de sortir depuis un moment, alors que Barrymore saute entre la recréation de films célèbres, elle est habituée à monologuer avec ses copains, pendant des minutes, sur son amour pour enlever les taches sur les T-shirts ».
Tracy Moore de Vanity Fair a déclaré qu'il est remarquable que « quelque chose d'aussi décalé se produise pendant la journée » de la « folie discrète » du Drew Barrymore Show. Moore a également dit de Barrymore : « Elle cuisine, elle décore des intérieurs, elle ressent. Elle parle dans des hashtags et laisse tomber avec désinvolture des citations de Gayle King, Patti Smith et E.E. Cummings. Elle est, semble-t-il, véritablement impressionnée par tout le monde et tout, un « album humain d'actualités » autoproclamé, un « accro à la culture pop », un amoureux des gens et de l'élimination des taches ».
Jessica Toomer d'Uproxx a proclamé que 2020 était l'année où Drew Barrymore a fait exploser la machine des talk-shows de jour. Toomer a ajouté que « l'émission de Drew Barrymore est toutes ces choses. Le genre d'expérience sociale abrutissante qui rivalise avec le délire frénétique d'une saga policière des frères Safdie mais qui injecte juste assez d'acclamation PBS-After school special (en) pour calmer les cris qui se produisent dans votre cerveau pendant que vous regardez. Ce n'est pas joli tout le temps. Parfois, ce n'est même pas cohérent. Mais comme une Chloë Sevigny de 1994, c'est le genre de "It Girl" de l'univers des talk-shows que vous pouvez simplement " Je ne le définis pas vraiment, mais sachez que vous devriez quand même adorer" ».
En septembre 2022, The New Yorker a présenté l'émission et son animatrice avant la première de la troisième saison, exprimant sa perplexité quant au renouvellement de l'émission compte tenu de ses audiences et de ses commentaires :

« The Drew Barrymore Show est trop chaotique et déstabilisant pour donner l'impression d'être fabriqué. La sentimentalité ouverte de la série – et les larmes abondantes versées – sont compensées par son crépitement de maladresses imprévues. Rebondissant sur les murs un instant et s'effondrant l'instant d'après, Barrymore semble à peine tenir le coup alors que le sentiment menace de la rattraper. Elle ne revisite pas tant son passé qu’elle le traîne comme un cahier rempli de leçons à découvrir. Si son irrépressibilité spontanée est un acte, alors c'est la meilleure performance de sa vie. »

Le consensus critique a été plus positif après le changement de format de 2022, un critique qualifiant la série de « sensation virale », précisant que « même si vous n'êtes pas intéressé par les célébrités, il y a une naïveté radicale chez Barrymore… qui est joyeuse, irréfléchie et amusant à regarder. Si vous êtes intéressé par les célébrités, ce seront les interviews les plus intéressantes que vous ayez jamais regardées, avec des confidences profondément personnelles, de stars dans la fleur de l'âge ».

### Audiences
The Drew Barrymore Show n'a pas maintenu des audiences élevées lors de sa première saison. Au cours de la deuxième semaine de sa première saison, les audiences du programme ont baissé de 14 %, à 600 000 téléspectateurs. Hot Bench, l'émission que The Drew Barrymore Show a remplacé sur de nombreux marchés, est restée stable à 1,7 million. Selon un rapport du 15 octobre 2020 du magazine OK!, l'émission avait déjà chuté de 38 % en audience depuis sa première. Selon The Hollywood Reporter, les audiences ont augmenté de 19 % dans les ménages et de 13 % chez les femmes de 25 à 54 ans sur les marchés mesurés de Nielsen, société qui mesure les audiences aux États-Unis, entre novembre 2020 et février 2021.
Pour la deuxième saison 2021-2022, le programme a attiré en moyenne 740 000 téléspectateurs.
Au cours de la troisième saison, les audiences se sont considérablement améliorées, atteignant en moyenne 1,21 million de téléspectateurs, soit une hausse de près d'un demi-million de téléspectateurs d'une année sur l'autre. La troisième saison du programme s'est classée comme n°4 des talk-show en syndication.